# (149349) 2002 VA131
(149349) 2 002 VA131 est un objet transneptunien en résonance 3:5 avec Neptune.

## Caractéristiques
2 002 VA131 mesure environ 192 km de diamètre.

## Orbite
L'orbite de 2 002 VA131 possède un demi-grand axe de 42,551 ua et une période orbitale d'environ 278 ans. Son périhélie l'amène à 32,267 ua du Soleil et son aphélie l'en éloigne de 52,836 ua. Il possède une résonance 3:5 avec Neptune.

## Découverte
2 002 VA131 a été découvert le 9 novembre 2002.